# Mapeo cerebral
El mapeo cerebral es un conjunto de técnicas de la neurociencia dedicadas a la cartografía de las cantidades o propiedades (biológicas) en las representaciones espaciales del cerebro (humano o no humano) resultante en «mapas». El mapeo cerebral se define además como el estudio de la anatomía y funcionamiento del cerebro y la médula espinal a través del uso de imágenes, inmunohistoquímica, la optogenética, células madre, la biología celular, la ingeniería (material, eléctrica y biomédica), la neurofisiología y la nanotecnología.

## Panorama general
Toda neuroimagen puede ser considerada como parte del mapeo cerebral. El mapeo cerebral puede ser concebido como una forma superior de neuroimagen, como la producción de imágenes cerebrales complementadas por el resultado adicional de procesamiento de datos o análisis, tales como los mapas proyectantes de las regiones del cerebro. Uno de estos mapas, llamado conectograma, representa regiones corticales alrededor de un círculo, organizada por lóbulos. Círculos concéntricos dentro del anillo representan diversas mediciones neurológicas comunes, como el grosor cortical o la curvatura. En el centro de los círculos, líneas que representan a las fibras de la materia blanca ilustran las conexiones entre las regiones corticales, ponderados por la anisotropía fraccional y la fuerza de conexión.
Las técnicas de mapeo cerebral están en constante evolución, estas se basan en el desarrollo y perfeccionamiento de las técnicas de adquisición de imágenes, de representación, análisis, visualización y técnicas de interpretación. La neuroimagen funcional y estructural son el aspecto central del mapeo dentro del mapeo cerebral.

## Historia
A finales de 1980, en los Estados Unidos, el Instituto de Medicina de la Academia Nacional de Ciencias fue el encargado de establecer un panel para investigar el valor de integrar la información neurocientífica a través de una variedad de técnicas.
Es de especial interés el uso de  imágenes estructurales e imágenes por resonancia magnética funcional (IRMf), la resonancia magnética de difusión (IMRd), magnetoencefalografía (MEG), electroencefalografía (EEG), tomografía por emisión de positrones (PET), espectroscopia del infrarrojo cercano (NIRS) y otras técnicas no invasivas de exploración para mapear la anatomía,  la fisiología, la perfusión, la función y los fenotipos del cerebro humano. Ambos cerebros, sanos y enfermos, pueden ser mapeados para estudiar la memoria, el aprendizaje, el envejecimiento y los efectos de drogas en varias poblaciones, como las personas con esquizofrenia, autismo y depresión clínica. Esto conllevó a la creación del Proyecto Cerebro Humano. También puede ser crucial para la comprensión de lesiones cerebrales traumáticas (como en el caso de Phineas Gage) y mejorar el tratamiento hacía las lesiones cerebrales.
Tras una serie de reuniones, el Consorcio Internacional para el Mapeo Cerebral (por sus siglas en inglés, ICBM) evolucionó. Su objetivo final es el de desarrollar Atlas computacionales flexibles del cerebro.
El 5 de mayo de 2010, la Corte Suprema de la India (Smt. Selvi vs. Estado de Karnataka) declaró al mapeo cerebral, la prueba del polígrafo y el narcoanálisis inconstitucional, violando el artículo 20 (3) de los Derechos Fundamentales. Estas técnicas no se pueden llevar a cabo a la fuerza sobre cualquier individuo y requiere el consentimiento del mismo. Cuando se llevan a cabo con consentimiento, el material obtenido se considerará como prueba durante el juicio de los casos, de acuerdo con la Sección 27 de la Ley de Evidencia Hindú.

## Herramientas Atlas actuales
- Atlas Talairach, 1988
- Atlas Harvard Whole Brain, 1995[8]
- Plantilla MNI, 1998
- Atlas del Cerebro Humano en Desarrollo , 2012[9]